# Fauconneau (contre-torpilleur)
Pour les articles homonymes, voir Fauconneau.
Le Fauconneau est l’un des quatre contre-torpilleurs de classe Durandal construits pour la marine française à la fin des années 1890. 

## Conception
Les navires de classe Durandal avaient une longueur de 57,64 mètres, une largeur de 6,3 mètres et un tirant d'eau de 3,2 mètres. Ils avaient un déplacement de 311 tonnes à pleine charge. Les deux moteurs à vapeur à triple expansion, entraînant chacun un arbre d'hélice, ont été conçus pour produire 5200 chevaux (3825 kW) en utilisant la vapeur fournie par deux chaudières Normand. Les navires avaient une vitesse nominale de 26 nœuds (48 km/h), mais le Fauconneau a atteint 27,14 nœuds (50,26 km/h) lors de ses essais en mer. Les navires transportaient suffisamment de charbon pour une autonomie de 2300 milles marins (4300 km) à 10 nœuds (19 km/h). Sa coque était subdivisée par neuf cloisons étanches. Leur effectif initial se composait de quatre officiers et soixante hommes du rang.
Les navires de la classe Durandal étaient armés d’un canon de 65 mm modèle 1891 placé à l’avant et de six canons Hotchkiss de 47 millimètres, trois sur chaque bord. Ils étaient équipés de deux tubes lance-torpilles simples de 381 millimètres, l’un entre les cheminées et l’autre à l’arrière. Deux torpilles de rechargement étaient également transportées. Cependant, leurs réservoirs d'air comprimé devaient être chargés avant de pouvoir les utiliser, un processus qui prenait plusieurs heures. La torpille modèle 1887 avait une ogive d’un poids de 42 kilogrammes.

## Carrière
Le Fauconneau est commandé le 14 avril 1897 aux Chantiers et Ateliers Augustin Normand et est mis en chantier le 29 avril à leur chantier naval du Havre. Le navire a été lancé le 2 avril 1900 et a effectué ses essais en mer de mai à juillet. Il a été mis en service à l’issue et affecté à l’escadre du Nord.
Lorsque la Première Guerre mondiale éclate, en août 1914, le Fauconneau est l’un des chefs (divisionnaire) de la 1ère escadrille sous-marine de la 2e escadre légère basée à Cherbourg.